# Igreja de São Cipriano
A Igreja Matriz de Paços de Brandão, dedicada a São Cipriano, é um dos marcos históricos e religiosos mais importantes da freguesia de Paços de Brandão, situada no concelho de Santa Maria da Feira, Portugal. Esta igreja possui uma longa história, com origens que remontam ao século XII, sendo um centro espiritual e cultural fundamental para a comunidade.

## Origens e Construção Inicial
A fundação da igreja de Paços de Brandão remonta ao século XII, com referência na "Censual do Cabido do Porto" de 1131. Inicialmente de estilo românico, a igreja teve um papel significativo na vida religiosa da freguesia, servindo como centro de culto e devoção desde as suas origens.

## Remodelações e Evolução Arquitetónica
Ao longo dos séculos, a igreja passou por várias remodelações e acrescentos. No século XVII e XVIII, durante o período barroco, a igreja foi ampliada e enriquecida com altares em talha dourada e outros elementos decorativos. A arquitetura da igreja reflete uma combinação de estilos românicos, góticos e barrocos, o que lhe confere um carácter único.

## Padre Julião Pires Valente
A igreja teve vários párocos ao longo dos anos, com destaque para o **Padre Julião Pires Valente**, que serviu a comunidade durante quase 49 anos. Durante o seu ministério, o Padre Julião desempenhou um papel importante não só no cuidado espiritual da comunidade, mas também em diversas iniciativas sociais e culturais locais.[carece de fontes?]

## São Cipriano
São Cipriano, bispo e mártir do século III, é o padroeiro da igreja. Natural de Cartago (atual Tunísia), Cipriano foi uma figura chave na Igreja primitiva e enfrentou perseguições durante o reinado do imperador Décio. A sua fé e dedicação ao cristianismo fazem dele uma figura exemplar para a comunidade local.

## Património Cultural
Além de ser um centro religioso, a Igreja Matriz de Paços de Brandão tem um importante valor cultural. Anualmente, celebra-se a festa de São Cipriano, com procissões e outras atividades litúrgicas, que atraem fiéis e visitantes. A igreja também mantém viva a tradição da música sacra, com a realização de concertos e eventos culturais.

## Legado
A Igreja Matriz de Paços de Brandão continua a ser um símbolo da fé e da história da freguesia. A sua preservação é essencial para manter viva a memória da comunidade e garantir que as gerações futuras possam continuar a usufruir deste importante património cultural e espiritual.